# Karl-Marx-Straße (Radebeul)
Die Karl-Marx-Straße ist eine Innerortsstraße der sächsischen Stadt Radebeul, in der Ursprungsgemarkung Radebeul selbst. Der Beginn an der Meißner Straße fällt zusammen mit dem Punkt, an dem auch die mittelalterliche Altstraße Rennsteig die hochwassersichere Meißner Straße kreuzte und über die benachbarte Einsteinstraße in den Norden von Dresden weiterführte.

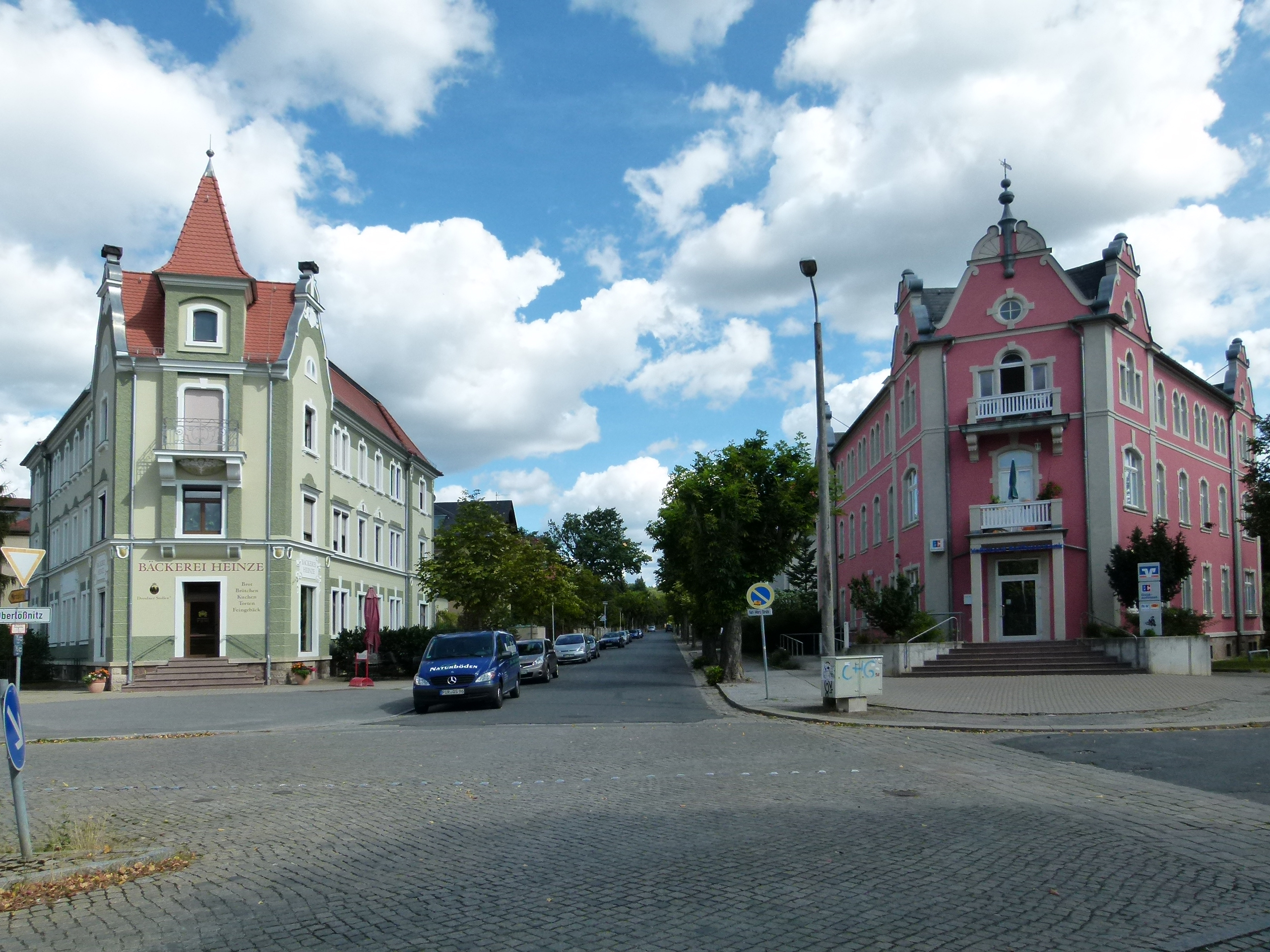
Zwei spitze Eckhäuser betonen die Einfahrt in die Karl-Marx-Straße

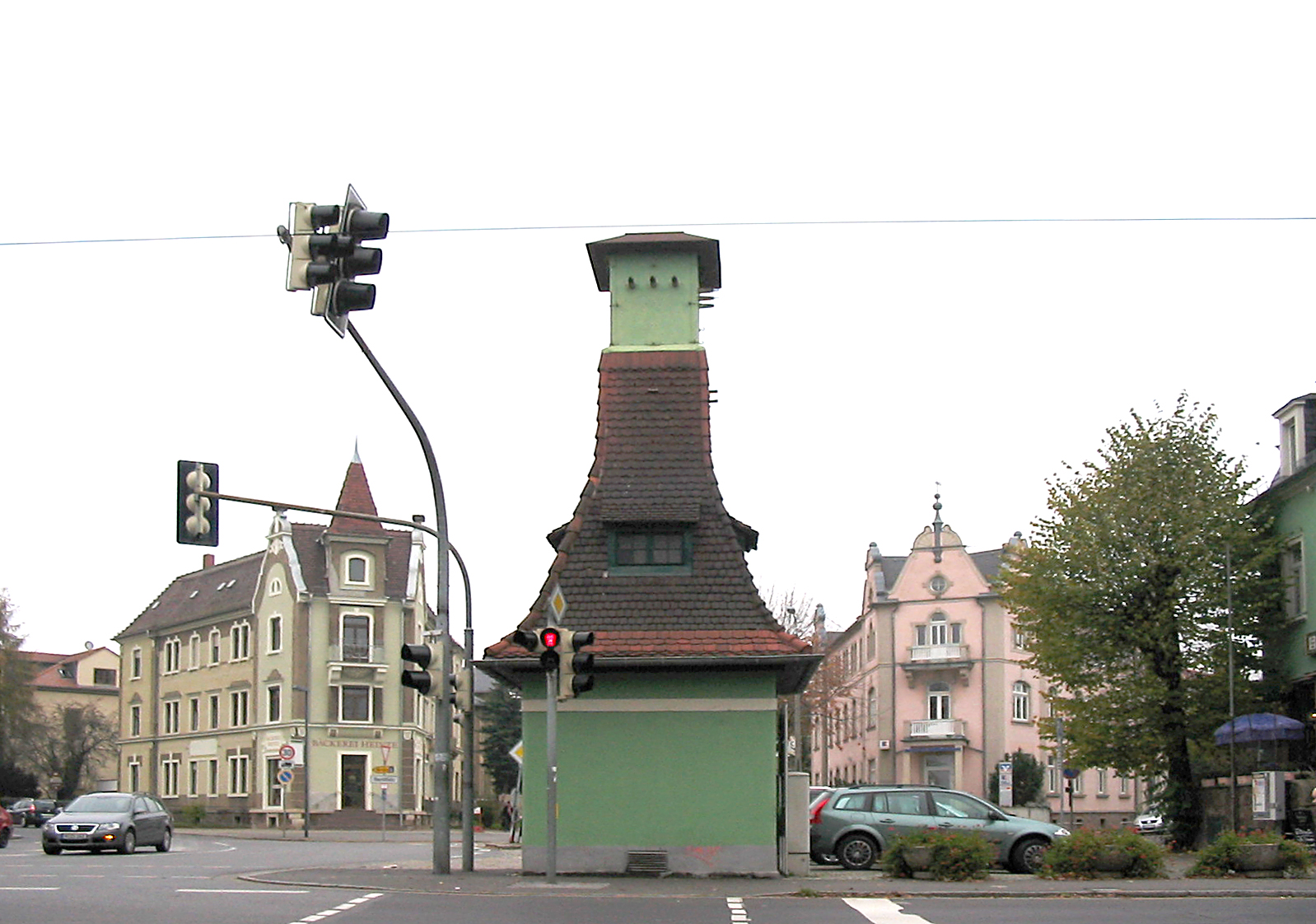
Der Trafoturm Meißner Straße steht vor Kopf der Karl-Marx-Straße. Links liegt die August-Bebel-Straße, schräg rechts geht die Einsteinstraße ab.

Die Karl-Marx-Straße wird, zusammen mit der Einsteinstraße, Clara-Zetkin-Straße und der August-Bebel-Straße, im Dehio-Handbuch als Beispiel für das Radialstraßensystem des sogenannten Lindenquartiers aufgeführt, innerhalb dessen die gründerzeitliche Bebauung Radebeuls erwähnenswert gut erhalten ist.

## Bebauung
Die Benummerung der Hausadressen beginnt an der Meißner Straße auf der Ostseite der Straße, d. h. von dort aus verlaufen auf der rechten Straßenseite die Nrn. 1 bis 19 an der Goethestraße, die den Rand des Lindenquartiers beschreibt; auf der linken Straßenseite geht es bis zur Nr. 22. Hinter der Goethestraße folgt das sogenannte Dichterviertel.
Zahlreiche der an der Karl-Marx-Straße liegenden Gebäude stehen heute unter Denkmalschutz und sind daher in der Liste der Kulturdenkmale in Radebeul (Gemarkung) aufgeführt, teilweise unter Adressen von Nebenstraßen:
- Nr. 1, Nr. 2, Nr. 4, Nr. 5, Nr. 6, Nr. 7, Villa Constantia (Nr. 8), Nr. 10, Schillerstraße 16/Nr. 14, Schillerstraße 18, Nr. 16, Nr. 18/20, Nr. 19, Nr. 21/Goethestraße 30, Nr. 22.

## Namensgebung
Mit dem Straßenausbau 1896 erhielt die Straße den Namen Bismarckstraße, nach dem Staatsmann Otto von Bismarck. Ihren heutigen Namen erhielt die Straße 1945, zu Ehren des Gesellschaftstheoretikers Karl Marx.

## Bewohner

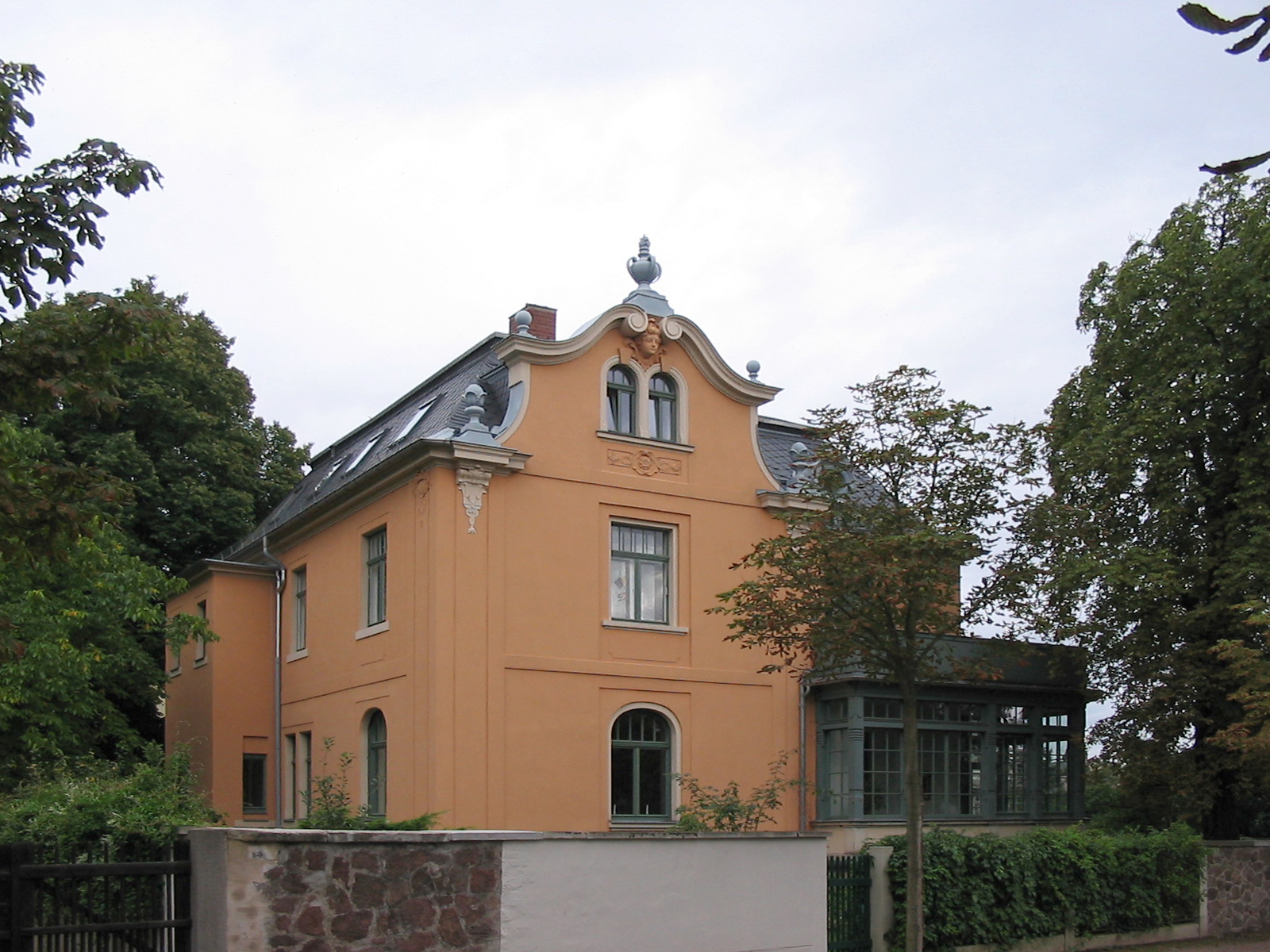
Villa von August Koebig, von der Karl-Marx-Straße aus

Auf dem Eckgrundstück Schillerstraße 18/Karl-Marx-Straße ließ sich der Radebeuler Fabrikbesitzer August Koebig von den Baumeistern Gebrüder Ziller eine neobarocke Villa errichten, entworfen von dem Architekten Oswald Haenel.